# Estació de Congrés - Indians
|  | El títol d'aquest article és incorrecte a causa de limitacions tècniques. El títol correcte de l'article és Estació de Congrés \| Indians. |

Congrés | Indians, anteriorment Congrés, és una estació de la L5 del Metro de Barcelona situada sota el carrer Garcilaso al barri del Congrés i els Indians del districte de Sant Andreu de Barcelona.
L'estació va entrar en servei el 1959 com a part del primer tram obert de la Línia II amb el nom de Viviendas del Congreso. Posteriorment el 1970 amb la prolongació de la Línia V entre Diagonal i Sagrera va passar a formar part de la Línia V. El 1982, amb la reorganització dels números de línies i canvis de nom d'estacions, va adoptar el nom de Congrés. Finalment, el 2022 es va canviar el nom al actual.
| Metro de Barcelona     |            |                                              |          |                        |
| Procedència/Destinació | <          | Línia                                        | >        | Procedència/Destinació |
| Cornellà Centre        | La Sagrera | Logotip de la Línia 5 del metro de Barcelona | Maragall | Vall d'Hebron          |

## Accessos
- Carrer Garcilaso - Carrer Matanzas
- Carrer Garcilaso - Carrer Francesc Tàrrega